# Guilherme de Ufford, 2.º Conde de Suffolk
Guilherme de Ufford, 2.º Conde de Suffolk KG (30 de maio de 1338 – 15 de fevereiro de 1382) foi um nobre inglês durante os reinados de Eduardo III e Ricardo II. Era filho de Roberto de Ufford, que foi criado Conde de Suffolk por Eduardo III em 1337. Tinha três irmãos mais velhos que morreram antes dele, e em 1369 sucedeu seu pai.
Na década de 1370, participou de várias campanhas da Guerra dos Cem Anos, mas esse período não foi bem-sucedido para a Inglaterra. Suffolk estava intimamente ligado a Thomas Beauchamp, Conde de Warwick e João de Gante, Duque de Lancaster, e suas habilidades conciliatórias eram altamente valorizadas na política nacional. Ele ajudou a arbitrar no conflito entre Gante e os parlamentares Comuns durante o Bom Parlamento.
Participou da repressão à Revolta Camponesa de 1381 na Ânglia Oriental, depois de escapar por pouco dos rebeldes. Morreu repentinamente em 1382 enquanto participava do parlamento e, como não tinha filhos sobreviventes, seu título foi extinto e sua propriedade foi dispersada.

## Início de vida
Seu pai Roberto, o primeiro Ufford conde de Suffolk, era um colaborador próximo do rei Eduardo III e um comandante militar de confiança nos estágios iniciais da Guerra dos Cem Anos. Sua carreira militar incluiu a Batalha de Crécy, o cerco de Calais e a Batalha de Poitiers, onde se destacou muito. Em 1324, Roberto casou-se com Margarida, filha de Walter Norwich, Lorde Tesoureiro, expandindo suas propriedades territoriais já substanciais na Ânglia Oriental.
Pouco se sabe sobre os primeiros anos de Guilherme. Ele era o quarto filho da família, e até três anos antes de seu pai morrer, ainda tinha dois irmãos mais velhos sobreviventes. Por esta razão, sua biografia inicial é baseada em grande parte em conjecturas. Sabe-se que ele conseguiu estabelecer uma posição independente para si mesmo através de um casamento afortunado. Em 1361 era casado com Joana Montagu, filha de Alice de Norfolk, e – através de Alice – neta de Tomás de Brotherton, filho mais novo de Eduardo I. A primeira evidência registrada de sua atividade militar data de 1367, mas provavelmente também esteve presente em campanhas anteriores. Seu pai fez campanha na França em 1355–56 e 1359–60, e é provável que Guilherme também tenha participado dessas expedições, junto com Thomas Beauchamp, o futuro conde de Warwick. Os dois homens desenvolveriam uma afinidade próxima, e suas carreiras foram surpreendentemente semelhantes: eles nasceram na mesma época, provavelmente foram nomeados cavaleiros juntos em julho de 1355, nenhum deles nasceu como herdeiro de seus condados, mas chegaram aos títulos pela morte de irmãos mais velhos, e ambos sucederam seus pais em 1369.

## Servindo Eduardo III
No outono de 1367, Guilherme de Ufford e Thomas Beauchamp estavam indo para o exterior, provavelmente em uma cruzada para a Prússia. Em 4 de novembro de 1369, seu pai morreu, logo após seu filho mais velho, Roberto, que não tinha filhos. Guilherme, que agora era o herdeiro da família, foi investido no condado de Suffolk logo depois. Como conde de Suffolk, ele participou de várias campanhas na fase mal sucedida da Guerra dos Cem Anos na década de 1370, junto com Beauchamp, que recentemente se tornara conde de Warwick. Eles escoltaram o rei Carlos II de Navarra de e para Cherbourg para sua visita à Inglaterra em 1370. Em 1372, eles foram convocados pelo rei Eduardo III para uma expedição abortada à França e, em 1373–74, eles acompanharam o filho do rei João de Gante, Duque de Lancaster, no infrutífero chevauchée ("cavalgada") do príncipe de Calais a Bordéus. Em 1375 ou 1376, a Ordem da Jarreteira foi concedida a Suffolk. Também nessa época, a relação entre os condes de Suffolk e Warwick foi reforçada. A primeira esposa de Suffolk, Joana, deve ter morrido em algum momento desconhecido antes de 1376, quando se casou com Isabel, irmã de Warwick.
A conexão do conde de Suffolk com João de Gante era forte, uma conexão familiar que remontava aos tempos de seu pai. A segunda esposa deste, Isabel, tinha uma filha de um casamento anterior, que estava sob a tutela do Duque de Lancaster. Esta filha, Isabel, que era herdeira do Lorde Strange, provavelmente foi transferida para a casa de Isabel em seu casamento com Suffolk. Os dois senhores também mantinham alguns dos mesmos homens como servos ou comitivas. No Bom Parlamento em 1376, Suffolk foi eleito para um comitê que discutiria as queixas do parlamento em relação às políticas fiscais e militares fracassadas de Gante, que era o governante de fato da Inglaterra. Apesar de sua associação com o Duque de Lancaster, o parlamento confiava na neutralidade e igualdade de Suffolk em tal posição. Depois que o parlamento se desfez, Suffolk participou de um jantar luxuoso oferecido pela Câmara dos Comuns, onde o duque estava visivelmente ausente.

## Servindo Ricardo II

Brasão da família Ufford

Eduardo III morreu em 1377 e foi sucedido por seu neto de dez anos, Ricardo II. Na coroação deste, Suffolk carregou o cetro do novo rei e mais tarde foi nomeado para o conselho minoritário real. Mesmo depois que o conselho foi dissolvido em janeiro de 1380, ele permaneceu uma figura central na corte, participando das negociações para o casamento do rei com Ana da Boêmia e mediando um conflito entre João de Gante e Henry Percy, conde de Northumberland.
Suffolk era o magnata dominante na região da Ânglia Oriental. Quando os camponeses da região se revoltaram em 1381, ele se tornou uma figura central na repressão. Enquanto em Bury St Edmunds, foi pego de surpresa pelos insurretos enquanto jantava. O líder rebelde, Geoffrey Litster, tentou forçá-lo a se juntar à rebelião, na esperança de dar legitimidade à causa. Quando isso falhou, Litster voltou-se para outros homens proeminentes. Suffolk então fugiu disfarçado de palafreneiro, chegando a Londres por meio de St Albans. Ele logo retornou a Bury com uma força de 500 lanças e encontrou pouca resistência. Grande parte do trabalho de supressão da rebelião foi realizada por Henrique Despenser, bispo de Norwich, deixando Suffolk para prender os rebeldes restantes para julgamento. Sofreu financeiramente durante a rebelião: os camponeses saquearam propriedades no valor de £1 mil de seu castelo em Mettingham.

## Morte e dispersão de propriedades
Em 15 de fevereiro de 1382, Suffolk compareceu ao parlamento no Westminster Hall. Ao subir as escadas para a câmara onde os senhores se retiraram, ele caiu e morreu instantaneamente. Segundo Thomas Walsingham, era um homem amável, muito querido por todas as camadas da sociedade, e a notícia de sua morte foi recebida com grande tristeza. Politicamente, era uma pessoa conciliadora, e essa qualidade facilitou a reconciliação em situações como o conflito de João de Gante com o parlamento ou a briga dele com Percy. Ele foi enterrado no local de sepultamento tradicional de sua família, o Priorado de Campsey, um convento agostiniano em Campsea Ashe, Suffolk.
Seu primeiro casamento com Joana Montagu trouxe-lhe significativas propriedades de terra em Norfolk. Com Joana, teve pelo menos cinco filhos, nenhum dos quais sobreviveu a ele, e seu segundo casamento, com Isabel, aparentemente não rendeu descendêntes. As terras que havia adquirido através de Joana foram reunidas ao condado de Norfolk, enquanto seu patrimônio foi revertido para a coroa. De acordo com o testamento do falecido conde, grande parte das terras de Suffolk – embora não o título – pertencia à família Willoughby, que estava ligada aos Uffords por meio de casamento. Em 1385, o condado de Suffolk foi restaurado para Michael de la Pole, que recebeu uma grande parte das terras de Ufford para sustentar seu título.